# Burramys wakefieldi
Бураміс Вейкфілда (Burramys wakefieldi) — ссавець, вимерлий вид сумчастих з роду Бураміс (Burramys) та родини бурамісових (Burramyidae).
Викопні рештки знайдено на Маммалон Хілі, озеро Паланкаріна, південна Австралія.